# NGC 1945
NGC 1945 ist die Bezeichnung eines Emissionsnebels im Sternbild Dorado. 
Das Objekt wurde am 6. November 1826 von dem britischen Astronomen James Dunlop entdeckt.